# Europ Assistance Portugal
Europ Assistance Portugal é uma companhia de seguros portuguesa (de viagem, de automóvel, de saúde e de família), cuja atividade se iniciou em 1993. Os seus accionistas são a Europ Assistance Holding, a Companhia de Seguros Tranquilidade e o Banco Espírito Santo.
Apesar de só ter iniciado actividade em 1993, a história da Europ Assistance Portugal começou em 1967 quando Pedro Cordeiro abre um escritório de correspondente do Grupo Europ Assistance para dar assistência a estrangeiros que se deslocavam a Portugal em férias.
A partir de 1996, após ter atingido o break even, a Europ Assistance Portugal tem procurado desenvolver a sua presença internacional tendo hoje filiais no Brasil (1996), Argentina (1997), Chile (2005) e China (2005).